# الیاس فخفاخ
الیاس فخفاخ (عربی: إلياس الفخفاخ؛ زاده ۱۹۷۲) یک سیاست‌مدار اهل تونس است. وی از ۲۷ فوریهٔ ۲۰۲۰ تا ۱ سپتامبر ۲۰۲۰ نخست‌وزیر تونس بود.